# Stanisław Pawlak
Stanisław Michał Pawlak (* 27. September 1933 in Kalisz) ist ein polnischer Jurist und war von 2005 bis 2023 Richter am Internationalen Seegerichtshof.

## Leben
Sein Studium der Rechtswissenschaften schloss Pawlak 1955 mit dem Magister ab und promovierte 1967 an der Universität Warschau, wo er 1973 auch seine Habilitation im Bereich Politikwissenschaften erlangte.
Nach seinem Eintritt in den Auswärtigen Dienst war er zunächst bei der polnischen Botschaft in Tokio beschäftigt. Hieran schlossen sich Stationen als Berater im polnischen Außenministerium (1963–1965, 1970–1972), in den Vereinigten Staaten (1967–1970), Kanada (Botschafter, 1978–1983) bei der Generalversammlung der Vereinten Nationen in New York (Botschafter, 1989–1991) und in Syrien (Botschafter, 1997–2001) an. Seit 1974 ist Pawlak Professor an der Universität Warschau und lehrt dort zum Völkerrecht, Verfassungsrecht und internationalen Beziehungen. Zudem war er von 1987 bis 1991 Mitglied der Völkerrechtskommission und gehört seit 1986 der International Law Association an.
Ab dem 1. Oktober 2005 war er Richter am Internationalen Seegerichtshof in Hamburg. Seine Amtszeit lief nach seiner Wiederwahl bis zum 30. September 2023.

## Auszeichnungen und Ehrungen
- Orden der Aufgehenden Sonne, Kommandeur (2021)[1]
- Orden Polonia Restituta, Komtur (2005)
- Orden Polonia Restituta, Offizier (1985)
- Goldenes Verdienstkreuz der Republik Polen (1974)

## Publikationen (Auswahl)
- Polityka Stanów Zjednoczonych wobec Chin 1941–1955, wyd. PWN, Warszawa 1973.
- Polityka Stanów Zjednoczonych wobec Chin 1956–1978, wyd. PWN, Warszawa 1982.
- Der Schutz der Rechte der nationalen Minderheiten in Europa (polnisch: Ochrona mniejszości narodowych w Europie). Wydawn. Naukowe Scholar, Warschau 2001, ISBN 83-88495-26-7.
- The Protection of National Minorities in Eastern Europe. In: Stanisław Parzymies (Hrsg.): OSCE and Minorities – Assessment and Prospects. Wyd. Nauk. Scholar, Warschau 2007, ISBN 978-83-7383-219-0.